# Святославка (Казахстан)
Святосла́вка (каз. Святославка) — село у складі Карабалицького району Костанайської області Казахстану. Входить до складу Білоглинського сільського округу.
Населення — 446 осіб (2021; 535 у 2009, 650 у 1999, 685 у 1989).